# 迪斯特洛湖

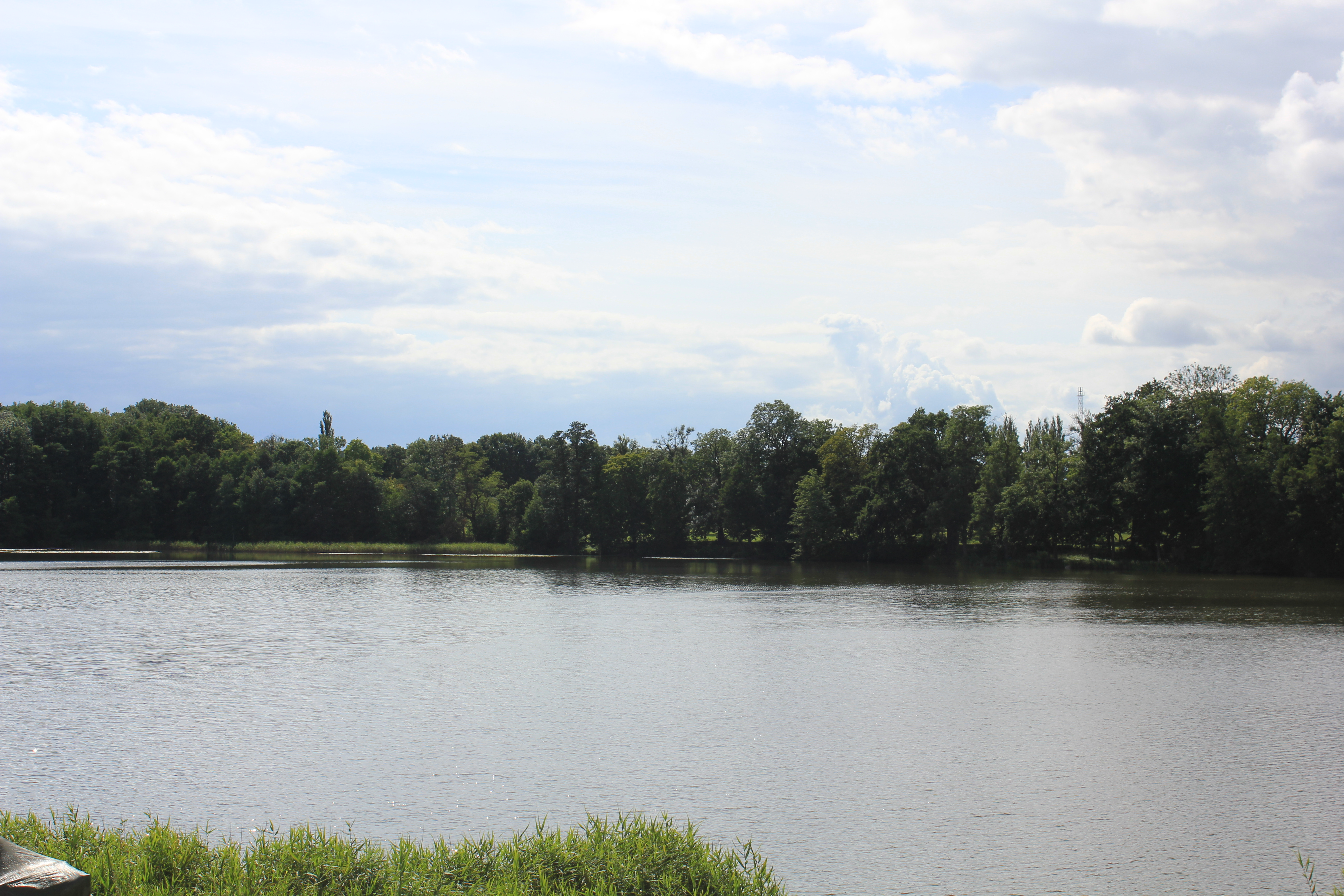

53°32′48.83″N 12°3′45.24″E / 53.5468972°N 12.0625667°E
迪斯特洛湖（德語：Diestelower See），是德國的湖泊，位於該國東北部，由梅克倫堡-前波美拉尼亞州負責管轄，處於路德維希斯盧斯特-帕爾希姆縣，面積0.09平方公里，海拔高度55米，最大水深5米。